# T.R. Knight
Theodore Raymond Knight (Minneapolis, Minnesota, 26 de março de 1973), é um ator norte-americano mais conhecido por interpretar o Dr. George O'Malley na série Grey's Anatomy. Nos seus últimos dois anos em Minneapolis, fez parte da Companhia de atores do Teatro Guthrie.

## Carreira
Pouco depois disso, se mudou para Nova York, onde trabalhou na Broadway, interpretando Tim Allgood na peça Noises Off, de Michael Frayn, junto de atores como Patti Lupone, Peter Gallagher e Richard Easton.
No circuito off-Broadway, interpretou, dentre outros, Brendan Hilliard na peça Scattergood, de Anto Howard, o que lhe valeu um indicação ao prêmio de Melhor Ator em Peça de Teatro pelo Drama Desk.
Na televisão, Knight também obteve papéis de destaque. Trabalhou junto de Nathan Lane e Laurie Metcalf na série Charlie Lawrence, mas foi por seu papel como o Dr. George O'Malley, no seriado da ABC, Grey's Anatomy que T.R. Knight começou a se tornar conhecido por todo os Estados Unidos e agora também em diversos outros países onde a série é transmitida.
No seriado Grey's Anatomy, houve problemas com o também ator Isaiah Washington.  Após Washington ter se referido ao colega como "bichinha" durante uma discussão com o também ator Patrick Dempsey, T.R. Knight assume sua homossexualidade. Depois do problema o seu colega foi demitido e acusou T.R. Knight de ter armado para ele ser expulso da série. O ator teve um relacionamento por cerca de 2 anos com Mark Cornelsen.

## Vida pessoal
Em 5 de outubro de 2013, Knight casou-se com seu namorado a três anos, Patrick Leahy, em Hudson, Nova York.

## Filmografia

### Cinema
| Filmes | Filmes            | Filmes         |
| Ano    | Filme             | Personagem     |
| ------ | ----------------- | -------------- |
| 2002   | Garmento          | Daniel         |
| 2006   | The Last Request  | Jeffery        |
| 2013   | 42                | Harold Parrott |
| 2015   | A Year and Change | Kenny          |
| 2017   | Hello Again       | Carl           |
| 2024   | Adam the First    | Jacob Jr       |

### Televisão
| Televisão         | Televisão                         | Televisão                  | Televisão                                                            |
| Ano               | Filme                             | Personagem                 | Notas                                                                |
| ----------------- | --------------------------------- | -------------------------- | -------------------------------------------------------------------- |
| 2003              | Charlie Lawrence                  | Ryan Lemming               | 6 episódios                                                          |
| 2003              | Frasier                           | Alex                       | 1 episódio                                                           |
| 2004              | Law & Order: Criminal Intent      | Neil Colby                 | 1 episódio                                                           |
| 2004              | CSI: Crime Scene Investigation    | Zero Adams                 | 1 episódio                                                           |
| 2005 - 2009; 2020 | Grey's Anatomy                    | Dr. George O'Malley        | (2005-2009 Elenco Principal) (2020 Convidado Especial) 103 episódios |
| 2006              | Sesame Street                     | Private I                  | 1 episódio                                                           |
| 2011              | Law & Order: Special Victims Unit | Gabriel Thomas/Brian Smith | 1 episódio                                                           |
| 2013              | The Good Wife                     | Jordan Karahalios          | 7 episódios                                                          |
| 2014              | Hysteria                          | Carter James Harlen        | 1 episódio                                                           |
| 2016              | Broken                            | Mark                       | 1 episódio                                                           |
| 2016              | 11.22.63                          | Johnny Clayton             | 4 episódios                                                          |
| 2017              | The Catch                         | Tommy                      | 1 episódio                                                           |
| 2017              | When We Rise                      | Chad Griffin               | 3 episódios                                                          |
| 2017              | Genius                            | J. Edgar Hoover            | 3 episódios                                                          |
| 2019              | God Friended Me                   | Gideon                     | Episódio: "The Last Grenelle"                                        |
| 2020              | Will & Grace                      | Dexter Murphy              | Episódio: "Filthy Phil, Part II"                                     |
| 2020              | The Comey Rule                    | Reince Priebus             | Minissérie                                                           |
| 2020-2022         | The Flight Attendant              | Davey Bowden               | Elenco principal                                                     |